# Rainer Ulrich
Rainer Ulrich (* 4. Juni 1949 in Mannheim; † 9. Januar 2023) war ein deutscher Fußballtrainer und Fußballspieler.

## Karriere
Ulrich begann seine Karriere beim VfR Mannheim, mit dem er auch bis 1971 in der Regionalliga Süd spielte. Als Abwehrspieler spielte er dann von 1971 bis 1975 mit dem Karlsruher SC in der Regionalliga bzw. Zweiten Bundesliga, nach dem Aufstieg stand er für den KSC von 1975 bis 1977 und von 1980 bis 1983 in 121 Bundesligaspielen auf dem Platz. Nach einer Verletzung, die er sich kurz vor Ende der Saison 1981/82 zugezogen hatte, kam er nicht mehr zum Einsatz und beendete seine aktive Karriere als Sportinvalide. Ulrich war ein für die 1970er Jahre typischer Vertreter des Vorstoppers mit „rustikaler“ Spielweise und nur wenigen Vorstößen in die Offensive.
Als Trainer war er bei den Amateuren des Karlsruher SC, beim SSV Ulm 1846 (1994/95) und den Amateuren des FC Bayern München (1995–1998) tätig. Vom 26. August 1998 bis zum 15. Oktober 1999 war Rainer Ulrich Trainer bei den KSC-Profis, dann wurde er von Joachim Löw abgelöst. Sein Vorgänger beim KSC war Jörg Berger. Danach trainierte er mehrmals den VfR Mannheim (2001 bis 2002, 2005 und 2005 bis 2006) und den 1. FC Schweinfurt 05.
In der Saison 2006/07 arbeitete Ulrich zunächst als Cheftrainer beim badischen Oberligisten FC Nöttingen, ab Januar 2007 beim SC Fürstenfeldbruck (Bayernliga). Ab dem 19. April 2007 war Ulrich erneut kurzfristig als Trainer beim VfR Mannheim tätig, zwischen Juli 2007 und Juni 2009 war er Scout beim Karlsruher SC. Ab der Spielzeit 2009/10 stand Ulrich beim FC Bayern München unter Vertrag, wo er als Co-Trainer der zweiten Mannschaft tätig war und zeitweise als Interimstrainer aushalf. Im Sommer 2018 folgte er Tim Walter, der in der Saison 2017/18 bei der zweiten Mannschaft als Trainer tätig war, zum Zweitligisten Holstein Kiel. Zur Saison 2019/20 folgte er Walter als Co-Trainer zum VfB Stuttgart.
Sein größter Erfolg als Spieler war 1980/81 der 10. Platz mit dem KSC in der Bundesliga, als Trainer erreichte er mit dem KSC in der zweiten Liga in der Saison 1998/99 Platz 5.